# Verkehrsgemeinschaft Osnabrück

Logo der Verkehrsgemeinschaft Osnabrück

Die Verkehrsgemeinschaft Osnabrück (VOS) ist ein Zusammenschluss der lokalen Omnibusbetriebe der Stadt Osnabrück (Stadtwerke) und des Landkreises Osnabrück. Seit 2005 ist auch die NordWestBahn einbezogen. Obwohl die Verkehrsgemeinschaft lediglich eine Kooperation zwischen mehreren ansonsten eigenständigen Verkehrsunternehmen darstellt, tritt sie gegenüber den Fahrgästen, u. a. durch ein einheitliches Corporate Design, wie ein eigenes Unternehmen auf.

## Geschichte
Vorgänger der VOS waren der Verbund Kraftverkehr Osnabrück-Süd (KOS) und die 1972 gegründete gleichnamige „VGO“.
Die Gründung der VOS erfolgte 1996 mit dem Ziel, den regionalen Busverkehr mit dem Stadtbusnetz Osnabrück/Belm zusammenzuführen. 1998 organisierte die Gemeinschaft das Busnetz komplett neu (Netz 98 nach dem „Osnabrücker Modell“). In mehreren Städten wurden moderne Stadtbusnetze eingeführt (u. a. 1998 Melle, 2000 Bramsche). Die Integration des Regionalbusnetzes in das Stadtnetz Osnabrück erfolgte in mehreren Schritten, als letzter Bereich wurde die Iburger Straße in Richtung Georgsmarienhütte einbezogen.
Im Zusammenhang mit der Reaktivierung des niedersächsischen Abschnitts der Bahnstrecke Osnabrück–Bielefeld („Haller Willem“) wurde 2005 ein Verbundtarif speziell für diese Strecke eingeführt.

## Verkehrsgebiet
Das Verkehrsgebiet ist in sechs Teilbereiche gegliedert:
Bereich 1 VOS Osnabrück/Belm Stadt Osnabrück und Belm (zentraler Ortsteil)
Bereich 2 VOS Nord-Ost Bad Essen, Belm (Ortsteile Icker und Vehrte), Bohmte, Ostercappeln
Bereich 3 VOS Ost Belm (Ortsteil Haltern), Bissendorf, Melle
Bereich 4 VOS Süd Bad Iburg, Bad Laer, Bad Rothenfelde, Dissen, Georgsmarienhütte, Glandorf, Hagen, Hasbergen, Hilter
Bereich 5 VOS Wallenhorst Wallenhorst, Neuenkirchen-Vörden, Damme
Bereich 6 VOS Nord Stadt Bramsche und Samtgemeinden Artland (Stadt Quakenbrück), Bersenbrück, Fürstenau, Neuenkirchen
Jedes Jahr jeweils zum Schulbeginn nach den Sommerferien erscheinen sechs Fahrplanhefte für die oben genannten Bereiche.
Außerdem gibt es verschiedene Linien- und Ortsfahrpläne sowie die Hefte „Stadtbus Bramsche“ und „Stadtbus Georgsmarienhütte“. Die Farben der Cover der Fahrpläne wechseln jedes Jahr zwischen Grün, Blau und Rot.

## Tarifsystem
Der Gemeinschaftsraum ist in Tarifgebiete eingeteilt, die jeweils einen Ort umfassen. Die Großstadt Osnabrück bildet zusammen mit dem Vorort Belm ein einheitliches Tarifgebiet. Die Städte bzw. Gemeinden des Landkreises sind überwiegend in mehrere Tarifbereiche unterteilt. Das Stadtgebiet Melle mit dem Angebot Stadtbus Melle beispielsweise besteht aus sieben Tarifgebieten.
Der Tarif besteht aus einem Grundpreis (Stufe 1 bzw. 0 in Osnabrück/Belm) und acht nahezu linearen Preisstufen (2 bis 9). Die höchste Stufe ist bereits bei verhältnismäßig geringer Entfernung vom Startpunkt erreicht, beispielsweise für die Strecke Melle – Wallenhorst. Für alle darüber hinausgehenden Ziele gilt dann die Preisstufe 9. Das VOS-Tarifsystem ist generell nur in Bussen gültig.
Im Bereich der VOS-Süd gibt es nur die ungeraden Preisstufen bis einschließlich 7 und für Fahrten über Osnabrück hinaus die Stufen 8 und 9. In diesem Bereich kann gegen einen Tarifaufschlag die Bahnlinie Osnabrück – Bielefeld („Haller Willem“) mitbenutzt werden. Der speziell hierfür eingeführte Tarif VOS-Plus ist jedoch ausschließlich im Südkreis und im Tarifgebiet Osnabrück/Belm gültig (erhältlich nur bis Preisstufe 7). Eine durchgehende Tarifierung mit dem VOS-Plus-Tarif beispielsweise nach Wallenhorst oder Ostercappeln ist nicht möglich. Innerhalb der VOS werden damit unterschiedliche Preise für Bahn und Bus angewendet: Für die ausschließliche Nutzung von Busverbindungen (auf teilweise zur Bahn parallel geführten Linien) wird ein niedrigerer Tarif angeboten.
Im Stadtgebiet Osnabrück wird außerdem der Westfalentarif anerkannt (Netze „Münsterland / Ruhr-Lippe“ und „TeutoOWL“). Einbezogen sind auch die Bahnstrecken in Richtung NRW, jedoch nicht für Fahrten im Landkreis Osnabrück (u. a. nach Hagen am Teutoburger Wald, Hasbergen, Bissendorf, Melle). Für die Bahnlinie „Haller Willem“ gibt es einen besonderen Übergangstarif für Bahn und Bus bis Bielefeld, der in Westfalen jedoch nur die direkt anschließenden Städte bzw. Gemeinden Borgholzhausen, Halle und Steinhagen einbezieht. Für Bahnverbindungen innerhalb des Landkreises gilt der Niedersachsentarif (einschließlich Osnabrück-Sutthausen).

## Aufgabenträger
- Landesnahverkehrsgesellschaft Niedersachsen mbH (LNVG) für Schienenpersonennahverkehr (SPNV)
- Planungsgesellschaft Nahverkehr Osnabrück (PlaNOs)
- Landkreis Osnabrück

## Verkehrsdienstleister

### Verkehrsunternehmen
Zehn niedersächsische Unternehmen haben sich zur VOS zusammengeschlossen:
- Ankum-Bersenbrücker Eisenbahn GmbH, Ankum (VOS Nord)
- Heinrich Beckermann GmbH & Co. KG, Bramsche (VOS Nord)
- Hülsmann Reisen GmbH, Voltlage (VOS Nord)
- Willy Hummert Omnibus GmbH, Dissen (VOS Süd)
- Nieporte GmbH, Ankum (VOS Nord)
- Conrad Schrage GmbH & Co KG, Melle (VOS Ost)
- Stadtwerke Osnabrück AG (VOS Osnabrück)
- VLO Verkehrsgesellschaft Landkreis Osnabrück GmbH (VOS Nord-Ost)
- Weser-Ems Busverkehr GmbH
- Winkelmann Reisen, Ostercappeln (VOS Nord-Ost)

Weitere Partner sind durch Integration des angrenzenden münsterländischen Bereiches und die Bahnstrecke Osnabrück – Bielefeld einbezogen:
- Regionalverkehr Münsterland GmbH (RVM)
- NordWestBahn GmbH (NWB)

### Vereine
Zwei regionale Vereine betreiben jeweils eine ins VOS-Netz eingegliederte Bürgerbus-Linie:
- Bürgerbusverein Badbergen e. V. (VOS Nord)
- BürgerBus Wallenhorst-Wersen e. V (VOS Wallenhorst)[5]